# Ligne 58 du tramway de Bruxelles
Pour les articles homonymes, voir Ligne 58.
 (juin 2020).
Si vous disposez d'ouvrages ou d'articles de référence ou si vous connaissez des sites web de qualité traitant du thème abordé ici, merci de compléter l'article en donnant les références utiles à sa vérifiabilité et en les liant à la section « Notes et références ».
La ligne 58 du tramway de Bruxelles est une ancienne ligne du tramway de Bruxelles qui reliait la ville de Vilvorde, située à 11 km au nord de Bruxelles, en région flamande, à la place Danco à Uccle, avant de rejoindre Berchem-Sainte-Agathe, en traversant la capitale du nord au sud via le prémétro 3.
Elle est supprimée en 1993.

## Histoire

### Vilvorde - Verboekhoven - Liedts - Gare du Nord - Bourse - Gare du Midi - Wielemans - Saint-Denis - Stalle - Danco

Plan au 01 01 1957.

Cette ligne 58, l'une des plus longues et fréquentées du réseau de la STIB, traverse la ville du Nord au Sud en desservant les gares du Nord et du Midi. Elle est très rapide de Vilvorde à la gare du Midi, mais légèrement plus lente et sinueuse sur le tronçon entre cette gare et la place Danco à Uccle (Globe actuel), terminus qu'elle partage avec le tram 92 (Danco - Parc - Esplanade). Elle emprunte un itinéraire légèrement différent des lignes 19 et 52 entre Wielemans et la place Saint-Denis afin de desservir l'avenue du pont de Luttre et l'usine automobile Volkswagen Forest (arrêt Bervoets des bus 50, 54 et 74) . Peu avant sa fin de service sur ce tracé et sa reprise de l'itinéraire du tram 62 vers l'ouest en 1987, le tram 58 est dévié à partir du carrefour Stalle vers Drogenbos et ne dessert plus Uccle-centre durant plusieurs mois en raison de la vétusté des rails et des travaux à réaliser sur la rue de Stalle. Une ligne de bus de remplacement 158 fait la navette sur la rue de Stalle. À cette époque, le terminus de Drogenbos du tram 52 prend la forme dite du « chapeau de curé », ce qui permet l'accueil des PCC 7000/7100.

### Vilvorde - Verboekhoven - Liedts - Gare du Nord - Bourse - Gare du Midi - Gare de l'ouest - Gare de Berchem-Sainte-Agathe

Plan à partir du 01 10 1987.

Lors de la suppression de la ligne 62, le tram 58 est dévié à partir de la gare du Midi pour reprendre son itinéraire jusqu'à Berchem-Sainte-Agathe. Il est remplacé par le tram 18 au sud jusqu'à Forest, avant de relier Uccle. Il dessert toujours le centre-ville via la Bourse, d'abord en surface, ensuite en sous-sol lors de la création du tunnel de prémétro 3. Il prend alors la couleur de référence de la ligne 62 de l'époque, à savoir le vert clair. Le matériel sur la ligne subit ensuite une modernisation avec la mise en service des PCC 7900.

### Suppression
En 1993, la concession qui permet à la STIB d'exploiter la ligne entre Schaerbeek et la gare de Vilvorde par la Schaarbeeklei arrive à échéance ; les rails entre Schaerbeek et Vilvorde sont alors en très mauvais état et nécessitent une rénovation complète. La commune de Vilvorde et la Région flamande jugent la rénovation trop coûteuse et refusent de renouveler la concession (la concession dépend à l'origine de la province de Brabant, devenue la province du Brabant flamand, sous la tutelle de la Région flamande à la suite de la régionalisation). À la suite de ce refus et malgré de nombreux mouvements de protestations, le 26 septembre 1993, le tramway est supprimé entre Schaerbeek et Vilvorde et remplacé par une ligne d'autobus également sous l'indice 58. Le tramway 58 reste exploité vers la gare de Berchem-Sainte-Agathe jusqu'au 3 décembre 1993, date de sa suppression. Il est remplacé par deux lignes : la section Bruxelles Midi - Schaerbeek Princesse Élisabeth est reprise par la nouvelle ligne 56 et la section Berchem-Sainte-Agathe Gare - Bruxelles Midi est alors reprise par la nouvelle ligne 82.

### Vestiges
Les dernières traces du tram dans le centre de Vilvorde sont effacées en 2015 lors de la modernisation de la rue de Louvain et de la Grand-Place, seul l'ancien site propre central sur lequel la végétation a repoussé existe toujours entre Vilvorde et Schaerbeek.

## Tracé

### Suivi du tracé
Le tram 58 démarre de son terminus situé à seulement quelques mètres de l'église Notre-Dame de Bonne-Espérance de Vilvorde sur la Schaerbeeklei en région flamande. Il la parcourt en site propre jusqu'à l'avenue de Vilvorde, située à Schaerbeek en région bruxelloise. Il bifurque ensuite à gauche sur le boulevard Lambermont où il retrouve les trams 52 et 92. Arrivé sur la place Princesse Élisabeth, où il rejoint également la ligne du tram 93, il tourne à droite dans l'avenue du même nom jusqu'à la place Eugène Verboekhoven. Après avoir contourné le grand rond-point formant la place, il s'engage dans la rue van Oost pour desservir la place du Pavillon comme le tram 55, et la rue Gallait jusqu'à la place Liedts. Il y prend un tournant en demi-cercle sur la droite pour prendre l'avenue de la Reine. Il rejoint la rue du Progrès par un tunnel réservé aux tramways, passant sous les voies de chemin de fer de la jonction Nord-Midi. Il y retrouve la ligne 81 et plonge ensuite dans le tunnel du prémétro 3 qu'il parcourt entre la gare du Nord et la gare du Midi. Il ressort par la rue Couverte et tourne deux fois à gauche dans la rue de l'Argonne pour rejoindre la place Bara. Il la traverse et s'engage dans l'avenue Clemenceau, puis remonte la rue Ropsy Chaudron, la rue Delacroix et la rue Nicolas Doyen jusqu'à la gare de l'Ouest. Il poursuit ensuite son itinéraire par l'avenue Joseph Baeck, l'avenue Brigade Piron, et enfin la chaussée de Gand jusqu à son terminus de la gare de Berchem-Sainte-Agathe.

### Liste des stations
|  |   |  | Stations                      | Type     | Communes desservies   | Correspondances                        |
|  | - |  | ----------------------------- | -------- | --------------------- | -------------------------------------- |
|  | o |  | Vilvoorde - centrum           | Terminus | Vilvorde              |                                        |
|  | o |  | Leuvensestraat                |          | Vilvorde              |                                        |
|  | o |  | Heldenplein                   |          | Vilvorde              |                                        |
|  | o |  | Blokken                       |          | Vilvorde              |                                        |
|  | o |  | Drie Fonteinen                |          | Vilvorde              |                                        |
|  | o |  | Bicoque                       |          | Vilvorde              |                                        |
|  | o |  | Diegemstraat                  |          | Vilvorde              |                                        |
|  | o |  | Rive droite                   |          | Bruxelles             |                                        |
|  | o |  | Chemin de fer                 |          | Bruxelles             |                                        |
|  | o |  | Monnoyer                      |          | Bruxelles             |                                        |
|  | o |  | Pont Albert                   |          | Bruxelles             |                                        |
|  | o |  | Van Praet                     |          | Bruxelles             | (T) · (52) · (92)                      |
|  | o |  | Princesse Élisabeth           |          | Schaerbeek            | (T) · (23) · (52) · (92) · (93)        |
|  | o |  | Verboekhoven                  |          | Schaerbeek            | (T) · (52) · (55) · (92) · (93)        |
|  | o |  | Pavillon                      |          | Schaerbeek            | (T) · (52) · (55)                      |
|  | o |  | Rubens                        |          | Schaerbeek            | (T) · (52) · (55)                      |
|  | o |  | Liedts                        |          | Schaerbeek            | (T) · (52) · (55) · (90) · (94)        |
|  | o |  | Thomas                        |          | Schaerbeek            | (T) · (52) · (55) · (81) · (90) · (94) |
|  | o |  | Gare du Nord                  | Prémétro | Schaerbeek            | SNCB -                                 |
|  | o |  | Rogier                        | Prémétro | Bruxelles             | -                                      |
|  | o |  | De Brouckère                  | Prémétro | Bruxelles             | -                                      |
|  | o |  | Bourse                        | Prémétro | Bruxelles             | (T) · (52) · (55) · (81)               |
|  | o |  | Anneessens                    | Prémétro | Bruxelles             | (T) · (52) · (55) · (81)               |
|  | o |  | Lemonnier                     | Prémétro | Bruxelles             | (T) · (18) · (52) · (55) · (81)        |
|  | o |  | Gare du Midi                  | Prémétro | Saint-Gilles          | SNCB -                                 |
|  | o |  | Bara                          |          | Anderlecht            | (T) · (103)                            |
|  | o |  | Clemenceau                    |          | Anderlecht            |                                        |
|  | o |  | Abattoir                      |          | Anderlecht            |                                        |
|  | o |  | Birmingham                    | Dépôt    | Molenbeek             |                                        |
|  | o |  | Gare de l'Ouest               |          | Molenbeek             | SNCB -                                 |
|  | o |  | Joseph Baeck                  |          | Molenbeek             |                                        |
|  | o |  | Mennekens                     |          | Molenbeek             |                                        |
|  | o |  | Karreveld                     |          | Molenbeek             |                                        |
|  | o |  | Cimetière de Molenbeek        |          | Molenbeek             |                                        |
|  | o |  | Van Zande                     |          | Molenbeek             |                                        |
|  | o |  | Genot                         |          | Berchem-Sainte-Agathe |                                        |
|  | o |  | Schweitzer                    |          | Berchem-Sainte-Agathe | (T) · (19)                             |
|  | o |  | Alcyons                       |          | Berchem-Sainte-Agathe |                                        |
|  | o |  | Berchem - shopping            |          | Berchem-Sainte-Agathe |                                        |
|  | o |  | Gare de Berchem-Sainte-Agathe | Terminus | Berchem-Sainte-Agathe | SNCB                                   |

## Matériel roulant
Durant le fonctionnement de la ligne, les PCC 7000/7100 unidirectionnels étaient les plus nombreux sur la ligne vers la place Danco à Uccle et dépendaient du dépôt de l'avenue du Roi à Saint-Gilles. Par la suite, lors de la reprise de la ligne 62 jusqu'à Berchem, le dépôt d'attache de la ligne 58 devient celui de la rue de Birmingham, à cheval sur les communes d'Anderlecht et de Molenbeek. Le matériel en service varie alors entre les PCC 7000/7100 et les PCC 7900 bi-directionnels. Les PCC 7700/7800 sont également utilisés sur cette ligne mais beaucoup plus rarement.